# Pistolet Thompson General
Thompson General – produkowany przez firmę Auto-Ordnance kompaktowy pistolet samopowtarzalny. Konstrukcja tej broni jest oparta na klasycznym pistolecie Colt M1911. Podobnie kompaktowy Colt Combat Commander Thompson General posiada skróconą lufę i zamek dzięki czemu łatwiejsze jest skryte przenoszenie tej broni.